# Jan Patočka
Jan Patočka (Turnov, 1º giugno 1907 – Praga, 13 marzo 1977) è stato un filosofo ceco.

## Biografia
Allievo di Edmund Husserl e di Martin Heidegger, Patočka fu il maggiore esponente del pensiero fenomenologico nell'Europa dell'est. Celebri anche i suoi studi di pedagogia, in particolare quelli su Comenio, l'autore ceco a cui dedicò lunghi anni di studio.
La concezione della fenomenologia di Jan Patočka differisce da quella del suo maestro, Husserl, soprattutto circa il ruolo del soggetto: Patočka, infatti, non condivide la deriva idealista a cui sembrerebbero giungere le ultime opere del filosofo tedesco. La fenomenologia in Patočka è "asoggettiva", ovvero il soggetto è comunque fondamentale per l'apparire del fenomeno, ma esso fa parte del fenomeno del mondo. Il soggetto non deve essere quindi inteso come assoluto o trascendentale: esso agisce come uno specchio riflettente.
Nel 1977, aderì al movimento per i diritti civili noto come Charta 77, del quale divenne portavoce. Interrogato per questo dalla polizia, morì dopo un ictus all'età di 69 anni.